# Erik Rhen
Erik Rhen, född 25 mars 1704 i Piteå landsförsamling, död 1 november 1765 i Piteå landsförsamling, var en svensk präst.

## Biografi
Erik Rhen var son till komministern Samuel Rhen i Piteå landsförsamling och Anna Hortelius. Efter skolgång vid Piteå trivialskola 1712–1721 var det tänkt att han skulle fortsätta vid Härnösands gymnasium, men eftersom staden Härnösand var nedbränd av ryssarna fick han gå i Strängnäs gymnasium, där han var elev 1724–1728 och sista året verkade som informator. Han blev student vid Uppsala universitet i februari 1728 och fastän ej ännu prästvigd fick han en tjänst som nådårspredikant 1729. Därefter följde informatorsplatser bland annat i Torneå men han blev slutligen kallad till huspredikant av friherre Fredrik Magnus Cronberg och prästvigdes 1735. Han var även huspredikant hos  greve Johan Carl Strömfelt och vikarierade som kollega vid Stockholms storskola 1738. År 1739 blev han drottning Ulrika Eleonoras slottspredikant och skolmästare på Drottningholm samt officerade vid Adolf Fredriks och Lovisa Ulrikas biläger 1744. Därefter blev han kyrkoherde i Älvkarleby församling med tillträde 1745. Vid kyrkoherdevalet i Piteå fick han kunglig fullmakt på pastoratet och tillträdde 1763. Tiden i hembygden blev dock kort då han avled 1765.
Begravningen förrättades 24 november 1765 av kyrkoherden Lars Lang i Luleå. Vi begravningen hade läste adjunkten Erik Eurenius författade personalier över Rhen. Ett porträtt över Rhen skänktes till kyrkan av Elisabeth Catharina Gedda.

### Familj
Rhen gifte sig 15 juli 1740 med Elisabeth Catharina Gedda (född 1723), som var dotter till kyrkoherden Anders Gedda i Malax, Finland och Christina Burman. De fick tillsammans barnen Anders Samuel Rhen, Carl Erik Rhen, Fredrik Rhen, skolmästaren Samuel Rhen (1746–1798) vid Gysinge bruk, kyrkoherden Abraham Rhen (1748–1808) i Fasta församling, Anna Chrstina Rhen (född 1750) som var gift med kyrkoherden Jonas Hollsten i Luleå, kyrkoherden Erik Rhen (född 1751) i Åsele församling, Elisabeth Margareta Rhen (född 1754) som var gift med rådmannen och tapetfabrikören Erik Dyhr i Umeå, Catharina Helena Rhen (1756–1813) som var gift med kaptenen Lars Magnus Moritz vid Västerbottens regemente och Maria Agatha Rhen (1759–1817) som var gift med kyrkoherden Abraham Häggström i Överkalix församling. Efter Rhens död gifte Elisabeth Cahtarina Gedda om sig med kyrkoherden Axel Örnberg i Burträsks församling.